# Kanton Martel
Der Kanton Martel ist seit 1790 ein französischer Wahlkreis im Arrondissement Gourdon im Département Lot in der Region Okzitanien; sein Hauptort ist Martel.

## Gemeinden
Der Kanton besteht aus 16 Gemeinden mit insgesamt 10.185 Einwohnern (Stand: 1. Januar 2022) auf einer Gesamtfläche von 290,60 km²:
| Gemeinde                  | Einwohner 1. Januar 2022 | Fläche km² | Dichte Einw./km² | Code INSEE | Postleitzahl |
| ------------------------- | ------------------------ | ---------- | ---------------- | ---------- | ------------ |
| Baladou                   | 391                      | 15,74      | 25               | 46016      | 46600        |
| Bétaille                  | 1.073                    | 13,99      | 77               | 46028      | 46110        |
| Carennac                  | 426                      | 19,00      | 22               | 46058      | 46110        |
| Cavagnac                  | 415                      | 10,34      | 40               | 46065      | 46110        |
| Condat                    | 399                      | 6,12       | 65               | 46074      | 46110        |
| Cressensac-Sarrazac       | 1.154                    | 41,42      | 28               | 46083      | 46600        |
| Creysse                   | 311                      | 9,51       | 33               | 46084      | 46600        |
| Cuzance                   | 655                      | 29,74      | 22               | 46086      | 46600        |
| Floirac                   | 240                      | 19,02      | 13               | 46106      | 46600        |
| Le Vignon-en-Quercy       | 955                      | 21,82      | 44               | 46232      | 46110, 46600 |
| Martel                    | 1.639                    | 35,28      | 46               | 46185      | 46600        |
| Montvalent                | 309                      | 27,61      | 11               | 46208      | 46600        |
| Saint-Denis-lès-Martel    | 334                      | 7,93       | 42               | 46265      | 46600        |
| Saint-Michel-de-Bannières | 341                      | 7,74       | 44               | 46283      | 46110        |
| Strenquels                | 264                      | 9,01       | 29               | 46312      | 46110        |
| Vayrac                    | 1.279                    | 16,33      | 78               | 46330      | 46110        |
| Kanton Martel             | 10.185                   | 290,60     | 35               | 4614       | –            |

Bis zur landesweiten Neuordnung der französischen Kantone im März 2015 gehörten zum Kanton Martel die zehn Gemeinden Baladou, Cazillac, Cressensac, Creysse, Cuzance, Floirac, Martel, Montvalent, Saint-Denis-lès-Martel und Sarrazac. Sein Zuschnitt entsprach einer Fläche von 205,27 km2. Er besaß vor 2015 den INSEE-Code 4620.

## Veränderungen im Gemeindebestand seit der landesweiten Neuordnung der Kantone
2019:
- Fusion Cressensac und Sarrazac → Cressensac-Sarrazac
- Fusion Les Quatre-Routes-du-Lot und Cazillac → Le Vignon-en-Quercy